# Eyjafjarðarsveit
Eyjafjarðarsveit is een gemeente in het noorden van IJsland in de regio Norðurland eystra in het dal Eyjarfjarðardalur. De gemeente heeft 978 inwoners (in 2005) en een oppervlakte van 1.775 km². De grootste plaatsen in de gemeente zijn Hrafnagil met 142 inwoners (in 2005) en Kristnes met 52 inwoners (in 2005). Een aansluiting bij de gemeente Akureyrarkaupstaður werd op 8 oktober 2005 afgewezen. De gemeente zelf ontstond op 1 januari 1991 door het samenvoegen van de gemeentes Hrafnagilshreppur, Saurbæjarhreppur en Öngulsstaðahreppur.
Akureyrarkaupstaður · Norðurþing · Fjallabyggð · Dalvíkurbyggð · Eyjafjarðarsveit · Hörgársveit · Svalbarðsstrandarhreppur · Grýtubakkahreppur · Skútustaðahreppur · Tjörneshreppur · Þingeyjarsveit · Svalbarðshreppur · Langanesbyggð